# Stefan Köhler
Stefan Köhler (ur. 24 września 1967 w Aschaffenburgu) – niemiecki polityk i rolnik, deputowany do Parlamentu Europejskiego X kadencji.

## Życiorys
Z zawodu rolnik. Studiował ekonomię rolnictwa w Fachhochschule Weihenstephan. Działacz bawarskiej organizacji rolników Bayerischer Bauernverband. Został członkiem kierownictwa BBV do spraw środowiska, stanął także na czele struktur tego zrzeszenia w Dolnej Frankonii. W  wyborach w 2024 z ramienia Unii Chrześcijańsko-Społecznej uzyskał mandat posła do PE X kadencji.